# Attaque des hommes morts
Première Guerre mondiale
Batailles
Front d'Europe de l’Ouest
- Frontières (8-1914)
- Liège (8-1914)
- Namur (8-1914)
- Dinant (8-1914)
- Anvers (9-1914)
- Grande Retraite (9-1914)
- 1re Marne (9-1914)
- Course à la mer (9-1914)
- Yser (10-1914)
- 1re Ypres (10-1914)
- 1re Messines (10-1914)
- Hartmannswillerkopf (1-1915)
- Neuve-Chapelle (3-1915)
- 2e Ypres (4-1915)
- Artois (5-1915)
- Artois (9-1915)
- Loos (9-1915)
- Verdun (2-1916)
- Hulluch (4-1916)
- Somme (7-1916)
- Arras (4-1917)
- Vimy (4-1917)
- Chemin des Dames (4-1917)
- 2e Messines (6-1917)
- 3e Ypres (7-1917)
- Cote 70 (8-1917)
- 1re Cambrai (11-1917)
- Offensive du Printemps (3-1918)
- 4e Ypres (4-1918)
- Michael (5-1918)
- 2e Marne (5-1918)
- Aisne (5-1918)
- Bois Belleau (6-1918)
- Château-Thierry (7-1918)
- Le Hamel (7-1918)
- Amiens (8-1918)
- Cent-Jours (8-1918)
- L'Ailette (9-1918)
- 2e Cambrai (10-1918)

Front italien
- 1re Isonzo (6-1915)
- 2e Isonzo (7-1915)
- 3e Isonzo (10-1915)
- 4e Isonzo (11-1915)
- 5e Isonzo (3-1916)
- 6e Isonzo (8-1916)
- 7e Isonzo (9-1916)
- 8e Isonzo (10-1916)
- 9e Isonzo (11-1916)
- 10e Isonzo (5-1917)
- Mont Ortigara (6-1917)
- 11e Isonzo (8-1917)
- Caporetto (12e Isonzo) (10-1917)
- Piave (6-1918)
- Vittorio Veneto (10-1918)

Front d'Europe de l’Est
- Stallupönen (8-1914)
- Gumbinnen (8-1914)
- Tannenberg (8-1914)
- Lemberg (8-1914)
- Krasnik (8-1914)
- 1re lacs de Mazurie (9-1914)
- Przemyśl (9-1914)
- Vistule (9-1914)
- Łódź (11-1914)
- Bolimov (1-1915)
- 2e lacs de Mazurie (2-1915)
- Gorlice-Tarnów (5-1915)
- Varsovie (6-1915)
- Lac Narotch (3-1916)
- Offensive Broussilov (6-1916)
- Turtucaia/Tutrakan (9-1916)
- Offensive Flămânda (9-1916)
- Offensive Kerenski (7-1917)
- Mărășești (8-1917)

Front du Moyen-Orient
- Afrique du Nord
- Caucase
- Perse
- Dardanelles
- Mésopotamie
- Sinaï et Palestine
- Ctésiphon (11-1915)
- Kut-el-Amara (12-1915)
- Magdhaba (12-1916)
- Révolte arabe
- Rafa (1-1917)
- Bagdad (3-1917)
- 1re Gaza (3-1917)
- 2e Gaza (4-1917)
- Aqaba (7-1917)
- Beer-Sheva (10-1917)
- 3e Gaza (11-1917)
- Megiddo (9-1918)

Front des Balkans
- Campagne de Serbie
- Bataille du Cer
- Bataille de la Kolubara
- Expédition de Salonique
- Bataille de Doiran (1916)
- Bataille de Monastir
- Bataille de Monastir (1917)
- Bataille de Skra-di-Legen
- Bataille de Dobropolje
- Bataille de Doiran (1918)
- Campagne de Serbie

Front africain
- Laï (8-1914)
- Sandfontein (9-1914)
- Tanga (11-1914)
- Naulila (12-1914)
- Jassin (1-1915)
- Gibeon (4-1915)
- Bukoba (6-1915)
- Mongua (8-1915)
- Salaita (2-1916)
- Beringia (5-1916)
- Negomano (11-1917)

Front océanien et asiatique
- Papeete
- Bita Paka
- Fanning
- Toma
- Tsingtao
- Penang
- Coronel
- Îles Cocos

Bataille de l'Atlantique et de la mer Baltique
- Blocus allié de l'Allemagne
- Odensholm (08-1914)
- 1re Heligoland (08-1914)
- Action du 22 septembre 1914
- Falklands (12-1914)
- Dogger Bank (01-1915)
- Gotland (07-1915)
- Golfe de Riga (08-1915)
- Yarmouth et Lowestoft (04-1916)
- Jutland (05-1916)
- Funchal (12-1916)
- Combat entre le Leopard et le HMS Achilles
- Pas-de-Calais (04-1917)
- Combat entre le HMAS Sydney et le LZ92
- Détroit de Muhu (10-1917)
- 2e Heligoland (11-1917)
- Croisière de glace (02/03-1918)
- Zeebruges (04-1918)
- 1er Ostende (04-1918)
- 2e Ostende (05-1918)
- Sabordage allemand à Scapa Flow (06-1919)

Bataille de la mer Noire
- 12 octobre 1914
- Raid d'octobre (Odessa (10-1914), Novorossiisk, Feodosia)
- Cap Sarytch
- Bosphore (en)
- île Kirpen (1re) (en)
- île Kirpen (2e)

L'« attaque des hommes morts » est une bataille de la Première Guerre mondiale qui a eu lieu à la forteresse d'Osovitse, dans le nord-est de la Pologne alors dans l'empire russe et désigné comme Terres de la Vistule, le 6 août 1915. L'incident tire son nom de l'apparence sanglante et mortifère des combattants russes après avoir été bombardés par un mélange de gaz toxiques, de chlore et de brome, par les Allemands.

## Contexte
Afin de pouvoir faire entrer ses troupes sur le Front de l'Est, l'armée impériale allemande devait s'emparer de la forteresse d'Osovitse. Le fort tenant bon depuis septembre 1914 malgré les tirs nourris de l'aviation et l'artillerie allemande, l'état-major allemand, sous l'impulsion du Maréchal Paul Von Hindenburg, opta pour une mesure extrême et ordonna l'usage d'armes chimiques.

## Déroulement de la bataille
La forteresse n'était pas prévue pour endiguer les attaques chimiques, les baraquements et abris souterrains n'étaient pas équipés de systèmes de filtration, et les masques à gaz des soldats de l'armée impériale russe s'avérèrent défectueux et ne purent protéger les soldats du gaz.

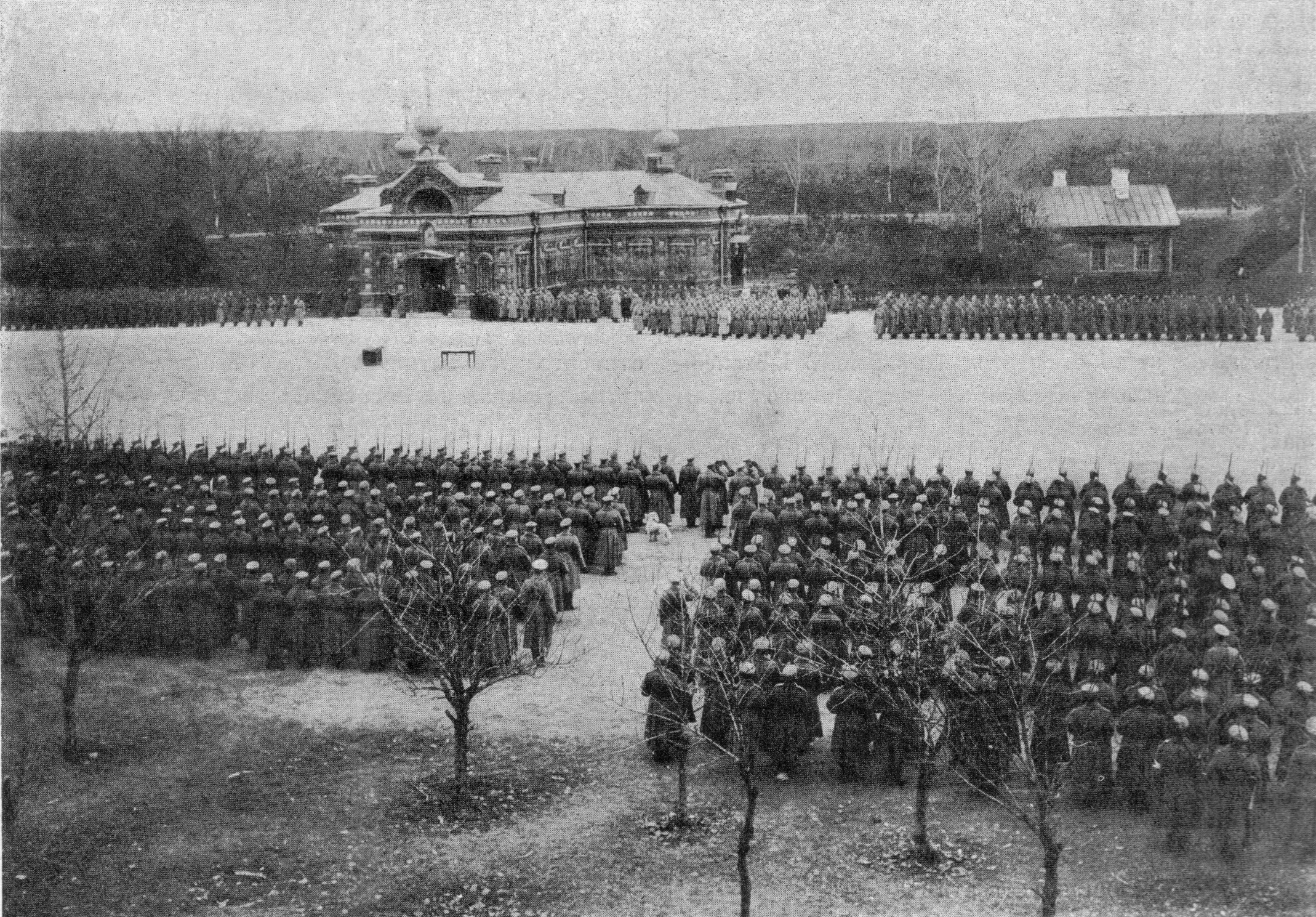
Parade devant l'église de la forteresse d'Osowiec, 1915, à l'occasion de la remise de Croix de St-Georges

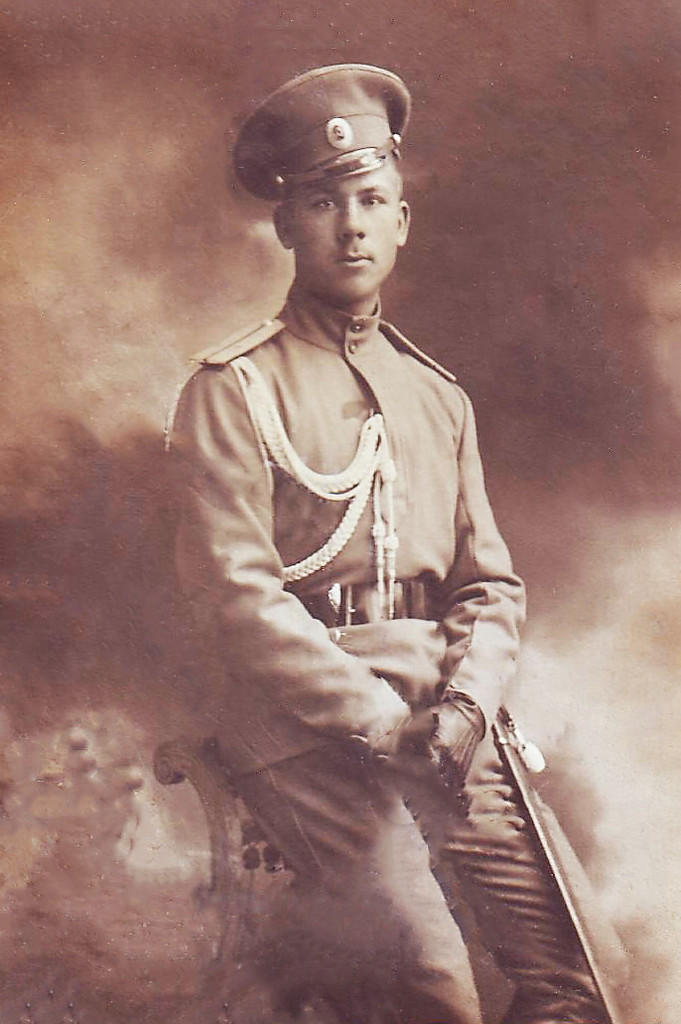
Lieutenant Vladimir Kotlinsky, commandant de la forteresse d'Osovitse pendant l'attaque

Le gaz coûta la vie à trois compagnies du 226e régiment d'infanterie russe, et seuls environ une centaine de soldats de la quatrième compagnie menée par le lieutenant en second Vladimir Karpovich Kotlinsky survécurent en enveloppant leurs visages dans des linges. Ces soldats lancèrent alors une contre-attaque et surprirent les troupes allemandes persuadées que le gaz n'avait laissé aucun survivant.
Face aux troupes russes crachant du sang et titubant en brandissant leurs baïonnettes, les soldats allemands lâchèrent leurs armes et fuirent le front, terrifiés. Bloqués par leurs propres lignes de défenses de barbelés, ils furent massacrés par les 8e et 14e compagnies russes qui en profitèrent pour reprendre le contrôle de la forteresse.
Plusieurs soldats gazés moururent des suites de l'empoisonnement, dont Vladimir Kotlinski qui décéda dans la soirée suivant la bataille.
Malgré la bravoure des soldats russes, la forteresse dut être abandonnée le 22 août 1915, les combats s'étant déplacés sur un autre front, défendre Osovitse n'était plus nécessaire.
La forteresse ne fut jamais prise par la force, les Russes la sabotèrent et quittèrent le front d'Osovitse.

## Hommage
- Un monument en hommage aux soldats du 226e régiment trouve sur le site de la bataille.
- Le groupe de métal russe Aria a sorti une chanson inspirée de la bataille intitulée "Атака Мертвецов" ("L'Attaque des morts"), sur leur album de 2014 Через все времена  (À travers tous les temps).
- Le groupe de power metal suédois Sabaton consacre une chanson sur cette bataille intitulée The Attack of the Dead Men sur leur album The Great War (2019).
- Un court-métrage sur la bataille a été réalisé par le studio Wargaming créateur du jeu World of Tanks.
- Le vidéaste et auteur de BD Julien Hervieux et le dessinateur M. Le Chien parlent de cette bataille dans le tome 3 du Petit théâtre des opérations.